# Carne (micologia)
La carne (o polpa) del fungo è il tessuto di cui sono formati il cappello e il gambo, ad esclusione quindi dei vari rivestimenti che li possono ricoprire. Nel tartufo bianco e in altri funghi, come quelli un tempo raggruppati nei gastromiceti, la carne si chiama "gleba" ed è situata all'interno del corpo fruttifero.

## Utilizzo nel riconoscimento

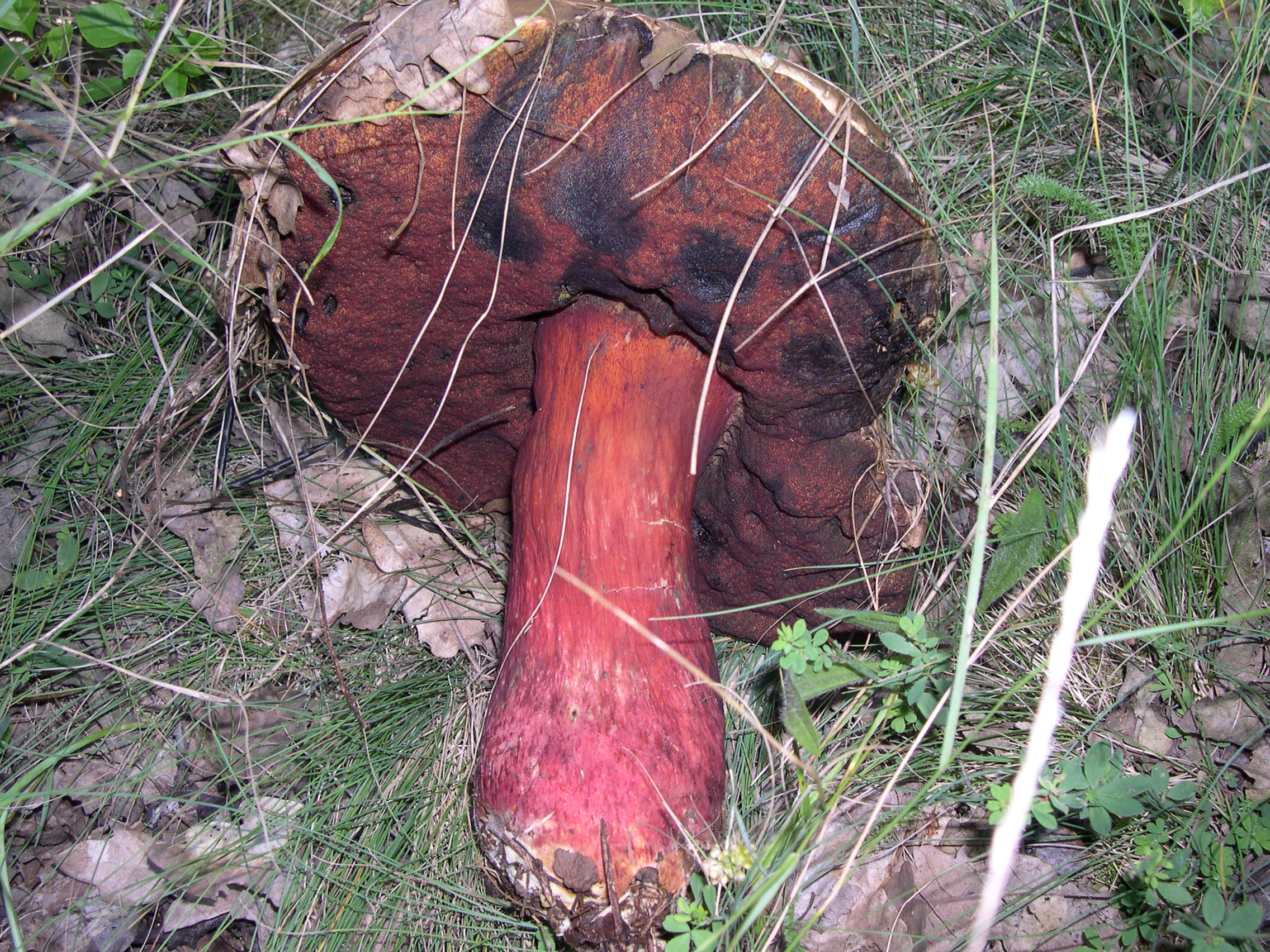
Carne virata verso il blu in Boletus satanas

Per il riconoscimento di un fungo è utile controllare alcune caratteristiche della carne:
- la consistenza,
- il colore,
- l'odore,
- eventuali mutamenti nel colore della carne a contatto con l'aria; se si verificano si dice in gergo che la carne è virante[2], altrimenti è detta immutabile.